# マグヌス・エイクレム
マグヌス・エイクレム（Magnus Eikrem, 1990年8月8日 - ）は、ノルウェーのプロサッカー選手。ノルウェー代表。モルデFK所属。ポジションはミッドフィールダー。

## 経歴

### キャリア初期
ムーレ・オ・ロムスダール県モルデに生まれ、14-16歳の選手を対象としていたオーレ・グンナー・スールシャールのサッカースクールに13歳にして参加しており、そこで地元のモルデに見出されて下部組織に入団した。そこでもエイクレムは指導者たちに認められ、16歳の誕生日にイングランドのマンチェスター・ユナイテッドとの契約に至った。

### クラブ

#### マンチェスターユナイテッド
2006-07シーズン、FAユースカップでの準優勝など、U-18チームの主力として活躍した。2007年にはチームのキャプテンとしてミルクカップを勝ち進んだが、決勝戦でブラジルのフルミネンセに敗れた。その数日後には、ダンファームリン・アスレティックとの親善試合にトップチームのメンバーとして初出場。
2007-08シーズンもU-18チームでプレイしつつ、リザーヴチームの試合にもしばしば出場。2008-09シーズンからは正式にリザーヴチームに昇格した。このシーズン、プレミアリザーブリーグでは2位となり、2つのカップ戦ではともにボルトン・ワンダラーズを破って制覇した。
2009-10シーズン、リザーヴチームの最初の4試合で結果を残し、EFLカップ3回戦・ウルヴァーハンプトン・ワンダラーズ戦のメンバーとしてベンチ入り。2010-11シーズンにはチャンピオンズリーグの登録メンバーに名を連ねた。

#### モルデ
2011年1月、マンチェスターユナイテッドのリザーヴチームを率いていたスールシャールが監督を務めるモルデに移籍。最初のシーズンからチームに適応しエリテセリエンを制すると、翌シーズンもリーグ連覇に貢献した。

#### ヘーレンフェーン
2013年6月24日、4年契約でオランダのヘーレンフェーンに移籍。8月3日、AZアルクマールとの開幕戦に先発出場し、エールディヴィジデビュー。8月23日、リーグ第4節のアヤックス戦でエールディヴィジでの初ゴールを挙げた。

#### カーディフ・シティ
2014年1月8日、ウェールズのカーディフ・シティに移籍。1月11日のウェストハム・ユナイテッドにガリー・メデルとの交代で途中出場し、プレミアリーグデビュー。このシーズン、リーグ戦6試合に出場したが、カーディフは最下位で降格が決まった。
2014-15シーズン、成績不振によりスールシャールが監督を解任されると、後任のラッセル・スレイドの構想から外れ、エイクレムは放出候補となった。スレイド体制では出場機会を得られず、2014年12月19日に双方の合意に基づき契約を解除し、カーディフを退団した。

#### マルメ
2015年1月26日、スウェーデンのマルメに3年契約で加入。2月22日、スヴェンスカ・クッペンのアッシリスカ戦でマルメでの公式戦デビューを果たし、1ゴール2アシストを記録し3-0での勝利に貢献した。

#### シアトル・サウンダーズ
2018年1月30日、MLSのシアトル・サウンダーズに加入。リーグ戦15試合に出場し1ゴール1アシストを記録していたが、シーズン途中の7月20日、契約は解除され退団した。

#### モルデ復帰
7月25日、4年半の契約で古巣のモルデに復帰。その翌日には、UEFAヨーロッパリーグのラチ戦に65分から途中出場し、復帰後初出場を果たした。2019シーズン、11ゴール9アシストの活躍でリーグ制覇に大きく貢献し、エリテセリエンの年間最優秀選手にノミネートされた。
これまでも度々ゲームキャプテンを務めていたが、2020年1月17日、正式にチームキャプテンに任命されたことが発表された。

### 代表
ノルウェーの各世代別代表を経験し、2010年11月、マンチェスター・ユナイテッドのチームメイトであるジョシュア・キングとともにU-21代表に初招集された。
2012年1月15日、デンマークとの親善試合にマルクス・ヘンリクセンとの交代で途中出場し、A代表デビュー。その後もFIFAワールドカップ予選などを戦った。

## 人物
父親のクヌート・ハルヴァル・エイクレムも元サッカー選手であり、モルデで220試合以上に出場した。

## 個人成績

### クラブ
| 国内大会個人成績 | 国内大会個人成績       | 国内大会個人成績 | 国内大会個人成績   | 国内大会個人成績 | 国内大会個人成績 | 国内大会個人成績 | 国内大会個人成績 | 国内大会個人成績 | 国内大会個人成績 | 国内大会個人成績 | 国内大会個人成績 |
| 年度             | クラブ                 | 背番号           | リーグ             | リーグ戦         | リーグ戦         | リーグ杯         | リーグ杯         | オープン杯       | オープン杯       | 期間通算         | 期間通算         |
| 年度             | クラブ                 | 背番号           | リーグ             | 出場             | 得点             | 出場             | 得点             | 出場             | 得点             | 出場             | 得点             |
| ノルウェー       | ノルウェー             | ノルウェー       | ノルウェー         | リーグ戦         | リーグ戦         | リーグ杯         | リーグ杯         | ノルウェー杯     | ノルウェー杯     | 期間通算         | 期間通算         |
| ---------------- | ---------------------- | ---------------- | ------------------ | ---------------- | ---------------- | ---------------- | ---------------- | ---------------- | ---------------- | ---------------- | ---------------- |
| 2011             | モルデ                 | 7                | エリテセリエン     | 28               | 4                | -                | -                | 2                | 1                | 30               | 5                |
| 2012             | モルデ                 | 7                | エリテセリエン     | 27               | 0                | -                | -                | 4                | 1                | 31               | 1                |
| 2013             | モルデ                 | 7                | エリテセリエン     | 13               | 2                | -                | -                | 1                | 1                | 14               | 3                |
| オランダ         | オランダ               | オランダ         | オランダ           | リーグ戦         | リーグ戦         | リーグ杯         | リーグ杯         | KNVBカップ       | KNVBカップ       | 期間通算         | 期間通算         |
| 2013-14          | ヘーレンフェーン       | 18               | エールディヴィジ   | 13               | 2                | -                | -                | 3                | 0                | 16               | 2                |
| イングランド     | イングランド           | イングランド     | イングランド       | リーグ戦         | リーグ戦         | FLカップ         | FLカップ         | FAカップ         | FAカップ         | 期間通算         | 期間通算         |
| 2013-14          | カーディフ・シティ     | 15               | プレミアリーグ     | 6                | 0                | 0                | 0                | 2                | 0                | 8                | 0                |
| 2014-15          | カーディフ・シティ     | 15               | チャンピオンシップ | 3                | 0                | 2                | 0                | -                | -                | 5                | 0                |
| スウェーデン     | スウェーデン           | スウェーデン     | スウェーデン       | リーグ戦         | リーグ戦         | リーグ杯         | リーグ杯         | オープン杯       | オープン杯       | 期間通算         | 期間通算         |
| 2015             | マルメ                 | 19               | アルスヴェンスカン | 28               | 7                | 5                | 3                | -                | -                | 33               | 10               |
| 2016             | マルメ                 | 19               | アルスヴェンスカン | 23               | 4                | 5                | 1                | -                | -                | 27               | 5                |
| 2017             | マルメ                 | 10               | アルスヴェンスカン | 15               | 1                |                  |                  | -                | -                | 15               | 1                |
| アメリカ         | アメリカ               | アメリカ         | アメリカ           | リーグ戦         | リーグ戦         | リーグ杯         | リーグ杯         | USオープン杯     | USオープン杯     | 期間通算         | 期間通算         |
| 2018             | シアトル・サウンダーズ | 22               | MLS                | 15               | 1                | -                | -                | 0                | 0                | 15               | 1                |
| ノルウェー       | ノルウェー             | ノルウェー       | ノルウェー         | リーグ戦         | リーグ戦         | リーグ杯         | リーグ杯         | ノルウェー杯     | ノルウェー杯     | 期間通算         | 期間通算         |
| 2018             | モルデ                 | 7                | エリテセリエン     | 14               | 4                | -                | -                | -                | -                | 14               | 4                |
| 2019             | モルデ                 | 7                | エリテセリエン     | 25               | 11               | -                | -                | 1                | 0                | 26               | 11               |
| 2020             | モルデ                 | 7                | エリテセリエン     | 27               | 7                | -                | -                | -                | -                | 27               | 7                |
| 2021             | モルデ                 | 7                | エリテセリエン     | 24               | 4                | -                | -                | 2                | 1                | 26               | 5                |
| 2022             | モルデ                 | 7                | エリテセリエン     | 21               | 6                | -                | -                | 5                | 3                | 26               | 9                |
| 2023             | モルデ                 | 7                | エリテセリエン     | 20               | 6                | -                | -                | 3                | 0                | 23               | 6                |
| 2024             | モルデ                 | 7                | エリテセリエン     |                  |                  | -                | -                |                  |                  |                  |                  |
| 通算             | ノルウェー             | ノルウェー       | エリテセリエン     | 199              | 44               | -                | -                | 18               | 7                | 220              | 51               |
| 通算             | オランダ               | オランダ         | エールディヴィジ   | 13               | 2                | -                | -                | 3                | 0                | 16               | 2                |
| 通算             | イングランド           | イングランド     | プレミアリーグ     | 6                | 0                | 0                | 0                | 2                | 0                | 8                | 0                |
| 通算             | イングランド           | イングランド     | チャンピオンシップ | 3                | 0                | 2                | 0                | 0                | 0                | 5                | 0                |
| 通算             | スウェーデン           | スウェーデン     | アルスヴェンスカン | 66               | 12               | 10               | 4                | -                | -                | 76               | 16               |
| 通算             | アメリカ               | アメリカ         | MLS                | 15               | 1                | -                | -                | 0                | 0                | 15               | 1                |
| 総通算           | 総通算                 | 総通算           | 総通算             | 302              | 59               | 12               | 4                | 23               | 7                | 337              | 70               |

### 代表
| ノルウェー代表 | 国際Aマッチ | 国際Aマッチ |
| 年             | 出場        | 得点        |
| -------------- | ----------- | ----------- |
| 2012           | 8           | 0           |
| 2013           | 7           | 0           |
| 2014           | 0           | 0           |
| 2015           | 1           | 0           |
| 通算           | 16          | 0           |

## タイトル

### クラブ
モルデFK
- エリテセリエン（2011、2012、2019、2022）[17][25]
- ノルウェー・カップ（2013、2021-22）

マルメFF
- アルスヴェンスカン（2016、2017）[17]